# Wanja Dermendżiewa
Wanja Dermendżiewa, bułg. Ваня Дерменджиева  (ur. 3 grudnia 1958 w Chaskowie) – bułgarska koszykarka, reprezentantka kraju, srebrna medalistka olimpijska, dwukrotna medalistka mistrzostw Europy. 
Dwukrotnie uczestniczyła w letnich igrzyskach olimpijskich. W 1980 w turnieju w Moskwie zdobyła srebrny medal olimpijski. Rozegrała sześć spotkań – przeciwko Włochom (wygrana 102:65), Związkowi Radzieckiemu (przegrana 83:122), Kubie (wygrana 84:64), Węgrom (wygrana 90:75) i Jugosławii (wygrana 81:79) w pierwszej fazie oraz ponownie przeciwko ZSRR w meczu finałowym (przegrana 73:104). W całym turnieju zdobyła dla swojej drużyny 35 punktów. W drugim starcie olimpijskim, w 1988 w Seulu, bułgarska drużyna zajęła piąte miejsce. Dermendżiewa zaprezentowała się w pięciu spotkaniach – w pierwszej fazie przeciwko Związkowi Radzieckiemu (przegrana 62:91), Australii (przegrana 57:63) i Korei Południowej (wygrana 98:87), a w drugiej fazie przeciwko Czechosłowacji (wygrana 81:78) i Chińskiej Republice Ludowej (wygrana 102:74). W turnieju zawodniczka zdobyła dla swojego zespołu 59 punktów.
Dwukrotnie zdobyła medale mistrzostw Europy – w 1983 srebrny i w 1989 brązowy.

## Osiągnięcia

### Reprezentacja
- Wicemistrzyni:
  - olimpijska (1980)
  - Europy (1983)
- Brązowa medalistka mistrzostw Europy (1989)
- Uczestniczka:
  - igrzysk olimpijskich (1980, 1988 – 5. miejsce)
  - mistrzostw Europy:
    - 1980 – 5. miejsce
    - U–18 (1977 – 9. miejsce)

  - kwalifikacji olimpijskich (1980 – 2. miejsce, 1988 – 4. miejsce)
- Liderka Eurobasketu w skuteczności rzutów wolnych (1983 – 88,5%)[5]